# Brigada de Infantería Paracaidista
La Brigada de Infantería Paracaidista es una unidad del Ejército Brasileño con sede en Río de Janeiro y dependiente de la 1.ª División de Ejército, Comando Militar del Este.

## Historia
En el año 1945 se creó la Escuela de Paracaidistas. En 1952 la escuela se transformó en núcleo de la División Aeroterrestre. Finalmente en 1968 se el núcleo constituyó la Brigada Aeroterrestre. En 1985 la Brigada Aeroterrestre adoptó el nombre Brigada de Infantería Paracaidista.

## Organización
La estructura orgánica de la Brigada de Infantería Paracaidista es la que sigue:
- Brigada de Infantería Paracaidista.
  - 25.º Batallón de Infantería Paracaidista.
  - 26.º Batallón de Infantería Paracaidista.
  - 27.º Batallón de Infantería Paracaidista.
  - 1.º Escuadrón de Caballería Paracaidista.
  - 8.º Grupo de Artillería de Campaña Paracaidista.
  - 21.ª Batería de Artillería Antiaérea Paracaidista.
  - 1.ª Compañía de Ingenieros de Combate Paracaidista.
  - 20.ª Compañía de Comunicaciones Paracaidista.
  - 20.º Batallón Logístico Paracaidista.
  - Compañía Comando de la Brigada de Infantería Paracaidista.
  - 35.º Pelotón de Policía de Ejército.